# My Destiny
My Destiny – trzeci singel południowokoreańskiego zespołu TVXQ, wydany w Japonii 2 listopada 2005 roku przez Rhythm Zone. Został wydany w siedmiu edycjach: CD+DVD oraz sześciu CD. Osiągnął 16 pozycję w rankingu Oricon i pozostał na liście przez 15 tygodni, sprzedał się w nakładzie 13 919 egzemplarzy w Japonii i 23 362 w Korei Południowej.

## Lista utworów

### CD
| CD | CD                             | CD           | CD               | CD           | CD      |
| Nr | Tytuł utworu                   | Tekst        | Kompozycja       | Aranżacja    | Długość |
| -- | ------------------------------ | ------------ | ---------------- | ------------ | ------- |
| 1. | „My Destiny”                   | Mai Osanai   | Akihisa Matsuura | Maestro-T    | 5:14    |
| 2. | „Eternal”                      | RYOJI SONODA | KOSUKE MORIMOTO  | Jin Nakamura | 4:35    |
| 3. | „My Destiny” (A cappella ver.) | Mai Osanai   | Akihisa Matsuura | Maestro-T    | 2:38    |
| 4. | „My Destiny” (Less Vocal)      |              | Akihisa Matsuura | Maestro-T    | 5:14    |
| 5. | „Eternal” (Less Vocal)         |              | KOSUKE MORIMOTO  | Jin Nakamura | 4:35    |

### CD+DVD
| CD | CD                        | CD           | CD               | CD           | CD      |
| Nr | Tytuł utworu              | Tekst        | Kompozycja       | Aranżacja    | Długość |
| -- | ------------------------- | ------------ | ---------------- | ------------ | ------- |
| 1. | „My Destiny”              | Mai Osanai   | Akihisa Matsuura | Maestro-T    | 5:14    |
| 2. | „Eternal”                 | RYOJI SONODA | KOSUKE MORIMOTO  | Jin Nakamura | 4:35    |
| 3. | „My Destiny” (Less Vocal) |              | Akihisa Matsuura | Maestro-T    | 5:14    |
| 4. | „Eternal” (Less Vocal)    |              | KOSUKE MORIMOTO  | Jin Nakamura | 4:35    |

| DVD | DVD                       | DVD     |
| Nr  | Tytuł utworu              | Długość |
| --- | ------------------------- | ------- |
| 1.  | „My Destiny” (Video Clip) |         |
| 2.  | „Interview”               |         |